# Come Go with Me
«Come Go With Me» es una canción de CE Quick (Clarence Quick), miembro fundador del grupo estadounidense de canto doo-wop The Del-Vikings. La canción se grabó originalmente en octubre de 1956 como una versión de demostración con otras 8 canciones. Norman Wright fue el cantante de la canción. Cuando el grupo firmó con Fee Bee Records en 1957, la canción regrabada se convirtió en un éxito, alcanzando el número 5 en el Billboard Hot 100  y fue la canción con las listas más altas del grupo. La canción fue presentada más adelante en las películas American Graffiti (1973), Diner (1982), Stand by Me (1986) y Joe Versus the Volcano (1990).

## Versión de The Beach Boys
"Come Go with Me" fue grabada por la banda de rock estadounidense The Beach Boys y fue incluido en su álbum de M.I.U. Album de 1978. Aunque no fue lanzado como sencillo en ese momento, la canción fue incluida en su álbum de compilación Ten Years of Harmony de 1981. Después de ser lanzado como sencillo para promover la compilación, subió al puesto n.º 18 en el Billboard Hot 100 en enero de 1982. Cuando la compilación fue reeditada en CD, una toma alternativa de la canción apareció en la compilación. De acuerdo con Al Jardine, le pidió a Brian Wilson que hiciera el arreglo para trompa, ideándolo en Sunset Sound Recorders.

### Otras versiones
Dion grabó una versión de la canción que apareció en su álbum Lovers Who Wander de 1962. Editada como sencillo, alcanzó el puesto n.º 48 en el Billboard Hot 100 en 1963.
El artista israelí Danny Sanderson cantó una versión hebrea a cappella de la canción titulada "Bo'ee Motek/בואי מותק" ("Come, my Darling"), lo que fue editado en su álbum חף מפשע (Not Guilty) de 1984, por el sello CBS International.
En 2004, la revista Rolling Stone clasificó en el puesto n.º 449 a "Come Go with Me" en su lista de las 500 mejores canciones de todos los tiempos.

## En la cultura popular
Cuando Paul McCartney vio a John Lennon por primera vez en 1957, Lennon estaba interpretando esta canción con su banda The Quarrymen. Según el recuerdo de McCartney en The Beatles Anthology, Lennon, que no recordaba gran parte de las letras de la canción, insertó letras de canciones de blues (incluyendo la línea, "Down, down down to the penitentiary").
Fleetwoods editaron una versión de esta canción en su álbum, Mr. Blue de 1959.
El grupo Sha Na Na, un grupo que hacía rock and roll, cantó "Come Go with Me" vivo en el festival de Woodstock en el verano de 1969.
En el episodio "Who Gives A Hootennay?" de Happy Days de 1982, Scott Baio y Erin Moranhicieron una versión de esta canción con un estilo de folk cubrieron esta consonancia en un estilo de la canción popular.
En el episodio de Slater's Sister de "Saved By the Bell" de 1992, la banda interpretó esta canción en The Max como la banda The Five Aces.
En 2007, el periódico británico Liverpool Echo lanzó una revista de música Sound 08, y regaló un CD gratuito con una versión grabada de The Coral.
Kenny Loggins grabó su versión en su álbum All Join In de 2009 .
En el episodio "Party On!" de Suite Life On Deck de 2010, Sean Kingston canta una versión hip-hop de la canción titulada "Dumb Love".